# Ian Carey
Ian Harshman (Hancock (Maryland), 13 september 1975 – Miami, 20 augustus 2021), beter bekend onder zijn artiestennaam Ian Carey, was een Amerikaanse house-DJ. Hij heeft wereldwijd meer dan 10 miljoen platen verkocht.
Hij werkte sinds 1993 als DJ en maakte vanaf 1998 zijn eigen platen.

## Biografie
Carey groeide op in een klein stadje in Maryland op ongeveer 2 uur afstand van Washington DC. Op een jonge leeftijd kwam hij al in aanraking met de muziekindustrie. Zijn vader had een geluidsbedrijf en deed onder andere het geluid voorKool & The Gang en The Duke Ellington Orchestra.
Toen Carey op de universiteit zat, kwam hij in aanraking met dancemuziek. Hij had al geëxperimenteerd met muziek in Baltimore. Daar ontmoette hij vele Hip-Hop-dj's welke hem hebben geïnspireerd om ook DJ te worden. Ook werd hij bekend met house omdat hij in een platenzaak werkte.
In samenwerking met Jason Papillon (Als deel van Soul Providers) maakte Carey zijn eerst single, "Rise". Deze werd een gigantische hit in Amerika en in Europa, en heeft een gouden certificatie in het Verenigd Koninkrijk. Het succes van de single "Rise" zette Carey ertoe aan om naar Europa te verhuizen en een carrière op te starten als dance-artiest. In 2003 verhuisde Carey naar Nederland en in 2006 naar Spanje.
In 2008 kwam zijn nieuwe single uit "Get Shaky" (uitgebracht als The Ian Carey Project). "Get Shaky", behaalde de top tien en was het liedje dat werd gespeeld als er gescoord was op de IIHF Ice Hockey World Cup in Duitsland. De single werd Dubbel platinum in Australië, Goud in Nieuw-Zeeland, en kwam in de top 10 van verkoop in België en het Verenigd Koninkrijk.

## Discografie

### Singles
| Single met eventuele hitnotering(en) in de Nederlandse Top 40 | Datum van verschijnen | Datum van binnenkomst | Hoogste positie | Aantal weken | Opmerkingen                                                   |
| ------------------------------------------------------------- | --------------------- | --------------------- | --------------- | ------------ | ------------------------------------------------------------- |
| Say what you want                                             | 2006                  | -                     |                 |              | met Mochico & Miss Bunty / Nr. 96 in de Single Top 100        |
| Keep on rising                                                | 2007                  | 12-01-2008            | 10              | 12           | met Michelle Shellers / Nr. 16 in de Single Top 100           |
| Redlight                                                      | 28-07-2008            | 04-10-2008            | 36              | 3            | Nr. 28 in de Single Top 100                                   |
| Get shaky                                                     | 18-04-2008            | 10-10-2009            | 13              | 14           | als The Ian Carey Project / Nr. 54 in de Single Top 100       |
| Shot caller                                                   | 2009                  | 30-01-2010            | tip2            | -            |                                                               |
| Let loose                                                     | 2010                  | 24-07-2010            | tip14           | -            | met Mandy Ventrice                                            |
| Last night                                                    | 2011                  | 19-03-2011            | tip7            | -            | met Snoop Dogg & Bobby Anthony / Nr. 77 in de Single Top 100  |
| Amnesia                                                       | 2012                  | 11-02-2012            | 31              | 4            | met Rosette, Timbaland & Brasco / Nr. 72 in de Single Top 100 |

| Single met hitnotering(en) in de Vlaamse Ultratop 50 | Datum van verschijnen | Datum van binnenkomst | Hoogste positie | Aantal weken | Opmerkingen                     |
| ---------------------------------------------------- | --------------------- | --------------------- | --------------- | ------------ | ------------------------------- |
| Get shaky                                            | 2008                  | 20-06-2009            | tip7            | -            | als The Ian Carey Project       |
| Amnesia                                              | 2012                  | 07-04-2012            | tip59           | -            | met Rosette, Timbaland & Brasco |

### Niet-single
- "Faith (In The Power Of Love)" (Ian Carey feat. Rozalla)
- "Tonight" (Ian Carey & Mad Mark)

## Prijzen
- MTV Music Video Awards Australia: Best Dance Video "Get Shaky"
- Double Platinum Certification: Australia "Get Shaky"
- Gold Certification: New Zealand "Get Shaky"